# Manfred Burgsmüller
Manfred Burgsmüller (Essen, 22 dicembre 1949 – Essen, 18 maggio 2019) è stato un calciatore tedesco occidentale, di ruolo attaccante.

## Carriera
Giocò in Bundesliga con Rot-Weiss Essen, Borussia Dortmund, Norimberga e Werder Brema; con questi ultimi vinse un campionato nel 1988. Con 213 reti risulta il quarto miglior marcatore nella storia della Bundesliga.

### Record
È stato il calciatore più anziano ad aver segnato una rete in Coppa dei Campioni/Champions League, l'11 ottobre 1988, all'età di 38 anni e 293 giorni, contro la Dinamo Berlino.

## Palmarès
- Campionato tedesco: 1

Werder Brema: 1987-1988
- Supercoppa di Germania: 1

Werder Brema: 1988